# Red Ball Express
Red Ball Express var et omfattende konvojsystem, som blev etableret af de Vestallierede styrker for at forsyne deres styrker, der var på vej gennem Vesteuropa efter deres udbrud fra brohovedet i Normandiet i Operation Overlord.
Begrebet "Red Ball" var en jernbanebetegnelse, som henviste til ekspresfragt. Systemet fungerede i kun tre måneder fra 25. august til 16. november 1944, hvor havnen i Antwerpen blev tilgængelig. Begrebet bruges ofte som reference til alle forsyningskonvojer i Europa under 2. Verdenskrig af historikerne og veteranerne selv.

## Overblik
Det franske jernbanesystem var blevet ødelagt af de alleredes luftstyrker inden invasionen med henblik på at sikre at tyskerne ikke kunne bruge dem ved fremføring af tropper og forsyninger til Normandiet, så de var tvunget til at bruge lastbiler i stedet, hvilket førte til store forsinkelser og stor knaphed på alt.
Efter udbruddet fra brohovedet og kapløbet mod Seinen var der 28 allierede i indsats. Under offensive operationer havde hver division brug for 700-750 tons forsyninger dagligt – eller i alt omkring 20.000 tons. Da operationen var på sit højeste anvendte Red Ball operationen 5.958 køretøjer og fremførte 12.500 tons forsyninger om dagen. Oberst Loren Albert Ayers, der blandt sine mænd gik under navnet "Little Patton", havde til opgave at finde to chauffører til hver lastbil, fremskaffe specialudstyr og træne personel i havnene til at køre store lastbiler.
For at sikre at forsyningerne blev bragt frem uden forsinkelser blev der åbnet to ruter fra Cherbourg til den fremskudte forsyningsbase ved Chartres. Den nordlige rute blev brugt til at fremføre forsyninger, mens den sydlige blev brugt af de tomme lastbiler på tilbagevejen. Begge veje var lukket for civil trafik. Konvojer på mindst fem lastbiller fik adgang og skulle ledsages af en jeep foran og bagved. I virkeligheden var det ikke usædvanligt at de enkelte lastbiler kørte af sted så snart de var læsset. Det var også almindeligt at afbryde motorernes spærringer for at få flere hestekræfter til at køre op over bakkerne med.
Konvojerne var et vigtigt mål for Luftwaffe, men i efteråret 1944 var dens styrke svækket i en sådan grad, at det var sjældent at der forekom angreb. De største problemer bestod i at vedligeholde lastbilerne, finde tilstrækkelig mange chauffører og som følge heraf søvnmangel blandt de overbelastede chauffører. Næsten 75 % af alle chauffører på Red Ball Express var raske sorte soldater, som af racistiske årsager ikke fik adgang til frontenhederne, og i stedet blev tilknyttet forskellige enheder hvor de udførte andre opgaver.

## Film, TV m.v.
- I 1952 blev der lavet en film Red Ball Express om disse chauffører.
- I videospillet fra 2006 Company of Heroes, hjælper spilleren Red Ball Express med at køre gennem de tyske linjer.
- CBS's sitcom Roll Out fra 1973-74 var løse baseret på filmen Red Ball Express.
- Begrebet "Red Ball" anvendes af politiet i Baltimore til at betegne sager, som har højeste prioritet.[3]
- "Red Ball Express" nævnes i digtet "Status Symbol" af Mari Evans.
- Begrebet "Red Ball" anvendes af det amerikanske luftvåbens vedligeholdelsesfolk som betegnelse for de opgaver som haster mest og bruges til fly, som rammes af en fejl mens den er ved at forberede sig på at lette.
- Scott Miller and the Commonwealths sang "Red Ball Express" (på deres album Upside, Downside) synges med en veteran fra 2. verdenskrigs synsvinkel, som noget kynisk husker sin tid som chauffør i Red Ball Express.